# Llanishen
Llanishen (en anglais) ou Llanisien (en gallois) est un quartier de la ville de Cardiff, au pays de Galles, disposant du statut de communauté.

## Géographie
Llanishen se situe au nord du centre-ville de Cardiff.

## Démographie
Au recensement de 2011, la communauté de Llanishen comptait 17 417 habitants.